# Фан Бо
Фан Бо (кит. 方博, пиньинь Fāng Bó, род. 6 ноября 1992 года) — китайский спортсмен, игрок в настольный теннис, член национальной сборной КНР, чемпион мира 2016 года в составе китайской команды. Впервые вошёл в десятку лучших игроков мира в мае 2015 года.

## Биография
В 2002 году Фан Бо начал заниматься в клубе настольного тенниса «Shandong Luneng», город Цзинань.
Первый крупный успех на международной арене пришел в 2009 году, когда Фан Бо завоевал все 4 титула на Чемпионате мира среди юниоров в Колумбии.
В 2013 году Фан Бо одержал победу в одиночном разряде на открытом чемпионате Австрии в рамках серии ITTF World Tour.
На чемпионате мира по настольному теннису 2015 года Фан Бо завоевал серебряную медаль в одиночном разряде, уступив в финале Ма Луну, на чемпионате 2016 года завоевал золото в составе китайской команды, а на чемпионате мира по настольному теннису 2017 года стал бронзовым призером в смешанных парах.
С марта 2017 года и по 2019 год играл в составе российского клуба УГМК (Верхняя Пышма).

## Стиль игры
Фан Бо играет правой рукой европейской хваткой в атакующем стиле.